# Cheri, Cheri Lady
Cheri, Cheri Lady è una canzone pop, incisa nel 1985 dai Modern Talking e facente parte del secondo album del gruppo musicale tedesco, intitolato Let's Talk About Love. Autore del brano è Dieter Bohlen, uno dei componenti del gruppo.
Il singolo, l'unico estratto dall'album, uscì il 2 settembre 1985 e raggiunse il primo posto delle classifiche in Austria, Germania, Norvegia e Svizzera. Fu inoltre disco d'oro in Germania.

## Testo
Si tratta di una canzone d'amore: nel testo, un uomo (lo stesso Thomas Anders), solo ormai da troppo tempo, invita una donna a donargli il suo cuore.

## Tracce

### 45 giri[7][10]
1. Cheri, Cheri Lady   3:45
2. Cheri, Cheri Lady (strum.) 3:37

### 45 giri maxi[7][11]
1. Cheri, Cheri Lady  (Dance Version) 4:52
2. Cheri, Cheri Lady (strum.) 3:37

## Video musicale
Nel video musicale si vede uno dei componenti dei Modern Talking, segnatamente Thomas Anders, raggiungere una villa a bordo di un'auto sportiva, dopo aver attraversato una strada innevata; nella villa, dove le stanze non sono ammobiliate, inizia a suonare un pianoforte. Contemporaneamente, si vede l'altro componente del gruppo, Dieter Bohlen, in uno studio di registrazione.
Presenza quasi fissa del video sono poi alcune sfere di cristallo.

## Classifiche
| Paese          | Posizione massima | Nr. di settimane |
| -------------- | ----------------- | ---------------- |
| Austria        | 1                 | 16               |
| Belgio         | 3                 | 14               |
| Francia        | 18                | 12               |
| Germania Ovest | 1                 | 22               |
| Italia         | 10                |                  |
| Norvegia       | 1                 | 16               |
| Paesi Bassi    | 8                 | 9                |
| Svezia         | 3                 | 8                |
| Svizzera       | 1                 | 18               |

## Cover
Tra gli artisti che hanno inciso una cover di Cheri Cheri Lady, figurano (in ordine alfabetico):
- AXS (singolo del 2010)[14]
- Maléna (singolo del 2022)[15]
- Modern Clubbing (singolo del 2003)[16]
- Neoton Família (singolo del 1986)[17]

## Il brano nel cinema e nelle fiction
- Cheri, Cheri Lady è tra le canzoni degli anni ottanta inserite nel film commedia del 1986, diretto da Carlo Vanzina, Yuppies - I giovani di successo[18]
- Il brano è stato inoltre inserito nel quarto episodio della prima stagione della serie televisiva tedesca Last Cop - L'ultimo sbirro (Der Letzte Bulle)[19]: nell'episodio, il brano è oggetto di un alterco fra un DJ metallaro e il proprietario di un locale chiamato "Vesuvio", in quanto il DJ si rifiuta di passarlo perché non lo trova consono alla serata rockeggiante; alla fine, però, l'avrà vinta il proprietario e difatti poi il pezzo si udirà in sottofondo durante l'interrogatorio dello stesso DJ all'esterno del locale